# Hassi El Ghella
Hassi El Ghella (în arabă حاسى الغلة) este o comună din provincia Aïn Témouchent, Algeria.
Populația comunei este de 12.118 locuitori (2010).